# Evelyn Fox Keller
Evelyn Fox Keller (Nova York, 20 de març de 1936 - Cambridge, Massachusetts, 22 de setembre de 2023) va ser una física estatunidenca feminista, biòloga matemàtica. Era professora emèrita d'Història i Filosofia de la Ciència a l'Institut de Tecnologia de Massachusetts. Els primers treballs de Keller es van concentrar a la intersecció entre la física i la biologia. La seva posterior investigació es va centrar en la història i la filosofia de la biologia moderna i en el gènere i la ciència.

## Biografia
Nascuda a Jackson Heights, Queens filla d'immigrants de Rússia, Fox-Keller va créixer a Woodside, Queens. Va rebre el seu grau en física de la Universitat Brandeis el 1957 i va continuar els seus estudis de física teòrica a la Universitat Harvard, graduant-se amb un doctorat el 1963. Es va interessar per la biologia molecular durant una visita al laboratori de Cold Spring Harbor mentre completava el seu doctorat. Fox-Keller també ha impartit classes a la Universitat de Northeastern, a la Universitat de Cornell, a la Universitat de Maryland, a la Universitat Northwestern, a la Universitat de Princeton, a la Universitat Estatal de Nova York a Purchase, a la Universitat de Nova York i al departament de retòrica de la Universitat de Califòrnia a Berkeley.
El 2007, Fox-Keller va formar part de la junta consultiva dels EUA de la FFIPP (Faculty for Israeli-Palestinian Peace-USA), una xarxa de professors i estudiants palestins, israelians i internacionals que treballen per posar fi a l'ocupació israeliana de territoris palestins i per la pau.
Evelyn Fox-Keller va morir a Cambridge (Massachusetts) el 22 de setembre de 2023.

## Treball
Primer va trobar el feminisme com una disciplina mentre assistia al congrés «Les dones i la professió científica». Erik Erikson i Bruno Bettelheim hi van defensar la presència de més dones a les ciències a partir de les inestimables contribucions que una «genialitat específicament femenina» podria fer a la ciència. Quatre anys més tard, el 1969, va compilar una sèrie de dades sobre les experiències de dones científiques i va elaborar un argumentari sobre les dones en (o fora) de la ciència, basades en la «naturalesa de les dones».
El 1970, juntament amb Lee Segel va presentar les equacions que defineixen els moviments de la quimiotaxi i que des d'aleshores s'anomena model de Keller-Segel.
El 1974 Fox-Keller va impartir el seu primer curs d'estudis de dones. Poc després, va ser convidada a impartir una sèrie de conferències sobre el seu treball. Mai no havia compartit les seves experiències personals de la seva història sobre el que era per a ella el procés de fer-se científica i aquestes conferències van marcar el començament del seu treball com a crítica feminista de la ciència. Va plantejar tres preguntes centrals que van marcar la seva recerca i escriptura durant la pròxima dècada.
Un dels seus principals treballs va ser una contribució al llibre The Gender and Science Reader. L'article de Fox-Keller, titulat «Secrets of God, Nature, and Life» (Secrets de Deu, la natura i la vida), vincula les qüestions del feminisme a la revolució científica del segle xvii i a la revolució industrial del segle xviii.
Evelyn Fox Keller va documentar com l'esfera pública identificada amb els homes i l'esfera privada identificada amb les dones han estructurat el pensament en dues àrees de la biologia evolutiva: la genètica de la població i l'ecologia matemàtica.

## Crítica
Alguns investigadors que estudien les dones a la ciència han criticat la versió de la teoria de gènere i ciència de la qual Fox-Keller va ser pionera. Ann Hibner Koblitz ha argumentat que la teoria de Fox-Keller no explica la gran variació entre cultures i períodes diferents. Per exemple, la primera generació de dones a rebre títols superiors a Europa ho van ser gairebé íntegrament en les ciències naturals i la medicina, en part perquè aquells camps en aquell moment eren molt més acollidors per a les dones que les humanitats. Koblitz i d'altres interessades a augmentar el nombre de dones en la ciència han expressat la seva preocupació perquè algunes de les afirmacions de Fox-Keller poguessin soscavar aquests esforços. Entre les crítiques de la teoria de gènere i de ciències de Fox-Keller es troba la física matemàtica Mary Beth Ruskai, les antigues presidentes de l'Associació per a la Dona en Matemàtiques Lenore Blum i Mary Gray, i les investigadores de gènere Pnina Abir-Am i Dorinda Outram.